# Aenasius paulistus
Aenasius paulistus är en stekelart som beskrevs av Compere 1937. Aenasius paulistus ingår i släktet Aenasius och familjen sköldlussteklar.
Artens utbredningsområde är Costa Rica. Inga underarter finns listade i Catalogue of Life.